# Прокажена (фільм, 1928)
Про однойменний польський фільм 1976 року див. Прокажена
«Прокажена» — радянський чорно-білий німий художній фільм 1928 року режисера Олега Фреліха, кінороман в 6 частинах, знятий за мотивами роману Фердінанда Дюшена «Молодий місяць».

## Сюжет
У дусі радянської епохи, фільм розповідає про придушення жінок на Сході; про долю молодої дівчини, дочку перекладача Тилля-Ой, яку за традицією видають заміж за Саїда-Валі. Молодий офіцер Ігор Каренін спокушає чужу дружину. Незабаром чоловік повідомляє про від'їзд офіцера і, помітивши на очах Тилля-Ой печаль, здогадується про її таємне кохання. Вигнана з дому, дівчина блукає по дорогах у пошуках нічлігу і потрапляє в табір прокажених. Незабаром вона виходить на велику дорогу і помічає вершників. Вона молить їх про милосердя і просить відвезти її. Але вони помічають на стовпі напис «Прокажені» і, вирішивши, що дівчина теж хвора, б'ють її батогом. Тилля-Ой гине під копитами коней.

## У ролях
- Андрій Файт — Ігор Каренін
- Рахіль Мессерер-Плісецька — Тилля-Ой, єдина дочка перекладача
- Григол Чечелашвілі — Саїд-Валі
- Рахім Пірмухамедов — Ахмед-Бай, перекладач
- Набі Ганієв — епізод
- М. Гулямов — Ахмед-бай
- В. Любушкін — полковник Каронін

## Знімальна група
- Режисер — Олег Фреліх
- Сценарист — Лолахан Сейфулліна
- Оператор — Володимир Добржанський
- Художники — Павло Бетакі, Б. Челлі